# 1984年夏季奥林匹克运动会伊拉克代表团
1984年夏季奥林匹克运动会伊拉克代表团是伊拉克派出的1984年夏季奥林匹克运动会代表团。